# Кевот (приток Сумы)
Кевот — река в России, протекает по территории Беломорского района Карелии. Устье реки находится в 42 км по левому берегу реки Сумы. Длина реки — 11 км.

## Данные водного реестра
По данным государственного водного реестра России относится к Баренцево-Беломорскому бассейновому округу, водохозяйственный участок реки — реки бассейна Онежской губы от южной границы бассейна реки Кемь до западной границы бассейна реки Унежма, без реки Нижний Выг. Речной бассейн реки — бассейны рек Кольского полуострова и Карелии, впадает в Белое море.